# Ridderorden in Nassau

Wapen van Nassau

Het Hertogdom Nassau dat van 1806 tot 1866 door de Walramse linie van het Huis Nassau werd geregeerd heeft twee ridderorden en een aantal onderscheidingen ingesteld. Nassau werd in 1806 gesticht door de Graaf van Nassau-Weilburg en de Graaf van Nassau-Usingen. De twee vorsten werden co-regent en Nassau werd lid van het Rijnverbond en later van de Duitse Bond.
- De Orde van de Gouden Leeuw van Nassau (Duits: Hausorden vom Goldenen Löwen, 1858)

De orde werd door  Hertog Adolf van Nassau uit de Walramse linie samen met de Nederlandse Koning Willem III uit de Ottoonse linie ingesteld als gemeenschappelijke orde van de Ottoonse en Walramse Linies van het Huis Nassau. Na 1890 een Groothertogelijk Luxemburgse orde.
- De Hertogelijk Nassausche Militaire en Civiele Orde van Verdienste van Adolph van Nassau (Duits: Herzoglich Nassauischer Militär- und Zivil-Verdienst-Orden Adolphs von Nassau, 1858)

Na 1890 een Groothertogelijk Luxemburgse orde.
In de periode van 1866 tot 1890 was Hertog Adolf van Nassau in ballingschap. Hij bleef zich beroepen op zijn rechten en bleef Grootmeester van zijn orden. In 1890 werden de orden deel van het Luxemburgse decoratiestelsel. 